# Yangchub Namkha
Yangchub Namkha was een 19e-eeuws Tibetaans geestelijke.
Hij was de drieëntachtigste Ganden tripa van ca. 1889 tot ca. 1894 en daarmee de hoofdabt van het klooster Ganden en hoogste geestelijke van de gelugtraditie in het Tibetaans boeddhisme.
Hij werd geboren in de regio Gyalrong van Kham. Zijn geboortejaar is niet bekend.
In zijn jeugd ging Yangchub Namkha naar Lhasa en schreef zich in bij het Sera Me College van het Seraklooster. Hij studeerde de teksten van Abhisamayālaṃkāra, Madhyamaka, Abhidharmakośa, Pramāṇavārttika, en Vinaya, de vijf belangrijke onderwerpen van het Gelug-curriculum.
Yangchub Namkha ging vervolgens naar het Gyuto College in Lhasa voor tantrastudie en de ermee samenhangende rituelen.
Na afronding van die opleiding en het verkrijgen van zijn titel begon zijn loopbaan als abt van the Gyuto-college. Later werd hij abt van het Shartse-college van het Gandenklooster wat hij 14 jaar bleef, een geschikte voorbereiding om Ganden tripa te worden.
In 1886 werd Yangchub Namkha bekleed met het ambt van hoogste abt van de Gelug-traditie, hij diende waarschijnlijk vijf jaar, tot 1890. Als alternatieve perioden worden echter genoemd 1888 tot 1890, en 1889 tot 1894.
Het is niet bekend wanneer hij is overleden. Zijn opvolger was Lobsang Tsültrim.